# Chamberlain Falls
Die Chamberlain Falls (auch Lake Chamberlain Falls) sind ein Wasserfall im Fiordland-Nationalpark auf der Südinsel Neuseelands. Er stürzt über mehrere Fallstufen vom Überlauf des Lake Chamberlain in den Doubtful Sound/Patea. Seine Gesamtfallhöhe beträgt rund 700 Meter. Damit nimmt er den dritten Platz unter den Wasserfällen des Fiordland-Nationalparks und den 28. Platz unter den weltweit höchsten Wasserfällen ein.